# Stazione di Kusano (Hyōgo)
La stazione di Kusano (草野駅?, Kusano-eki) è una fermata non presenziata situata nella città di Sasayama della prefettura di Hyōgo in Giappone sulla linea Fukuchiyama e servita dal servizio JR Takarazuka della JR West.

## Servizi ferroviari
West Japan Railway Company
■ Linea JR Takarazuka

## Struttura
La stazione è dotata di due marciapiedi laterali con due binari totali. In media circolano circa 2 treni all'ora per tutto il giorno, con rinforzi durante le ore di punta. Essendo priva di scambi e binari di precedenza, è di fatto classificata a fermata ferroviaria.
| 1 | ■ Linea JR Takarazuka | per Sasayamaguchi e Fukuchiyama            |
| 2 | ■ Linea JR Takarazuka | per Sanda, Takarazuka, Osaka e Kitashinchi |

## Stazioni adiacenti
| «                   | Servizio            | »                   |
| Linea JR Takarazuka | Linea JR Takarazuka | Linea JR Takarazuka |
| ------------------- | ------------------- | ------------------- |
| Aimoto              | Tutti i treni       | Furuichi            |